# Xidong, Fujian
Xidong (kinesiska: 溪东) är en socken i sydöstra Kina. Den ligger i Songxi härad i staden Nanping i provinsen Fujian, omkring 190 kilometer norr om provinshuvudstaden Fuzhou. Antalet invånare är 8 318. Befolkningen består av 4 023 kvinnor och 4 295 män. Barn under 15 år utgör 17,0 %, vuxna 15-64 år 70 %, och äldre över 65 år 11,0 %.